# Sette per uno
Sette per uno è stato un programma televisivo italiano, trasmesso su Rai 1 dal 1999 al 2001, durante il periodo estivo, dal parco di Mirabilandia. La prima puntata venne mandata in onda il 15 luglio 1999. Il programma faceva leva sul desiderio di raggiungere il successo nel mondo dello spettacolo da parte di sette concorrenti, ogni settimana diversi, che attraverso delle prove arrivavano in finale, per incoronare un vincitore. Scritto e diretto da Jocelyn Hattab, venne condotto per le prime due edizioni da Gigi Sabani, con la co-conduzione nel 1999 di Samantha De Grenet e Rosita Celentano e nel 2000 di Ela Weber e Donatella Pompadour. L’ultima edizione nel 2001 è stata condotta da Tiberio Timperi, accompagnato da Ela Weber e da Daniela Battizzocco. I collegamenti esterni sono stati affidati a Raffaella Bergé per tutte e tre le edizioni.
Il programma richiama anche alcuni elementi de Il grande gioco dell'oca e Conto su di te!, programmi anch’essi ideati da Jocelyn: dal primo sono tratte alcune delle prove dei concorrenti; dal secondo è tratta la prova finale nella quale il vincitore di puntata, per aggiudicarsi il montepremi, deve contare esattamente il denaro presente all’interno di una gabbia prima dell'arrivo di una tigre bianca di nome Serina, sostituita da una palla di fuoco nella terza edizione.

## Edizioni
| Edizione | Messa in onda  | Messa in onda     | Puntate | Conduzione      | Presenze fisse   | Presenze fisse      | Presenze fisse  | Studio                   | Regia          |
| Edizione | Inizio         | Fine              | Puntate | Conduzione      | Presenze fisse   | Presenze fisse      | Presenze fisse  | Studio                   | Regia          |
| -------- | -------------- | ----------------- | ------- | --------------- | ---------------- | ------------------- | --------------- | ------------------------ | -------------- |
| 1        | 15 luglio 1999 | 16 settembre 1999 | 10      | Gigi Sabani     | Rosita Celentano | Samantha de Grenet  | Raffaella Bergé | Studio 1 di Mirabilandia | Jocelyn Hattab |
| 2        | 6 luglio 2000  | 31 agosto 2000    | 9       | Gigi Sabani     | Ela Weber        | Donatella Pompadour | Raffaella Bergé | Studio 1 di Mirabilandia | Jocelyn Hattab |
| 3        | 28 giugno 2001 | 30 agosto 2001    | 10      | Tiberio Timperi | Ela Weber        | Daniela Battizzocco | Raffaella Bergé | Studio 1 di Mirabilandia | Jocelyn Hattab |

## Stacchi musicali all'inizio ed alla fine delle prove
Ogni concorrente viene annunciato dall'ideatore e conduttore del programma Jocelyn Hattab e, all'inizio delle prove, si ascoltava la fanfara di trombe olimpioniche. Alla fine il conduttore oppure le inviate dichiarano che la prova è superata con successo quando si sente lo stacco della sigla della trasmissione, interpretato dal coro femminile e poi il ruggito della tigre, in caso contrario e, quando la prova non viene superata, si ascolta uno stacco musicale drammatico interpretato dallo stesso coro femminile.

## Corpo di ballo
| Edizione | Anno | Corpo di ballo     | Corpo di ballo | Corpo di ballo | Corpo di ballo  | Corpo di ballo | Corpo di ballo      | Corpo di ballo   | Corpo di ballo | Corpo di ballo | Corpo di ballo |
| -------- | ---- | ------------------ | -------------- | -------------- | --------------- | -------------- | ------------------- | ---------------- | -------------- | -------------- | -------------- |
| 1        | 1999 | Simona Mastrecchia | Paola Grassia  | Paola Quilli   | Gabriella Gallo | Federica Lardo | Cinzia Massimi      | Patrizia Mancini | Alicia Sanchez | Cristina Arró  | Francesca Sani |
| 2        | 2000 | Simona Mastrecchia | Paola Grassia  | Paola Quilli   | Gabriella Gallo | Federica Lardo | Cinzia Massimi      | Patrizia Mancini | Alicia Sanchez | Cristina Arró  | Francesca Sani |
| 3        | 2001 | Simona Mastrecchia | Paola Grassia  | Paola Quilli   | Gabriella Gallo | Federica Lardo | Patrizia Silberheer | Carmen Bianca    | Lisa Moulton   |                |                |